# Pedro Fadrique
Pedro (I) Fadrique (fallecido entre 1350 y 1355), conde de Salona, era el hijo mayor de Alfonso Fadrique, vicario general de Atenas y Neopatria, y Marulla de Verona.
Como el papado apoyó los reclamos de Gualterio VI de Brienne sobre el Ducado de Atenas, Pedro junto con su padre y su hermano Jaime Fadrique, estuvo entre los jefes catalanes excomulgados el 29 de diciembre de 1335 por Guillermo Frangipani, arzobispo latino de Patras.
Alfonso murió alrededor de 1338, y Pedro sucedió a su padre en el Condado de Salona, las baronías de Lidoriki, Veteranitsa, Egina y quizás Zituni.
Sus posesiones fueron confiscadas por la Corona de Aragón en algún momento entre 1350 y la muerte de Pedro, que ocurrió antes de 1355. Se desconoce el motivo de la confiscación, pero después de la muerte de Pedro, sus feudos fueron devueltos a su hermano menor Jaime, como había estipulado Alfonso en su testamento. Otro hermano, Juan, aparece como señor de Egina, y la cercana Salamina, ya en 1350.